# KPMG
KPMG er en stor sammenslutning af individuelle revisionsfirmaer. KPMG har ca. 207.050 ansatte i et globalt netværk, der dækker 154 lande. Samlet omsætning for KPMG medlemsfirmaerne var i 2018 $28,96 mia. USD. KPMG har tre forretningslinjer: Finansiel revision, skat og konsulentservice. KPMG er en af de fire store revisionsfirmaer sammen med PricewaterhouseCoopers, Ernst & Young og Deloitte.
Selskabets hovedkvarter ligger i Amstelveen i Holland. På det danske marked indgik revisionsfirmaet C. Jespersen, stiftet 1919, i KMG i 1979 og senere i KPMG med det juridiske navn KPMG C.Jespersen Statsautoriseret Revisionsinteressentskab. C. Jespersen-navnet er senere droppet. I 2014 blev KPMG Danmark fusioneret med EY (Ernst & Young) i Danmark, hvorefter der blevet startet et nyt KPMG.

## Navnet
Navnet på firmaet, KPMG, er ikke rigtigt en forkortelse. Roden i navnet stammer dog fra fire partnere i de firmaer der fusionerede for at danne KPMG.
- K står for Klynveld. Dette stammer fra revisionsfirmaet Klynveld Kraayenhof & Co. grundlagt af Piet Klynveld i Amsterdam i 1917.
- P står for Peat, og stammer fra revisionsfirmaet William Barclay Peat & Co., der blev grundlagt af William Barclay Peat i London i 1870.
- M står for Marwick. James Marwick grundlagde revisionsfirmaet Marwick, Mitchell & Co. sammen med Roger Mitchell i New York City i 1897.
- G står for Goerdeler. Dr. Reinhard Goerdeler var i mange år formand for det tyske "Deutsche Treuhand-Gesellschaft" (DTG) og var senere formand for KPMG. Han krediteres for at have lagt grunden til KMG fusionen.